# Кубок Туркменистана по футболу 2012
Кубок Туркменистана по футболу 2012 — туркменский футбольный турнир среди профессиональных туркменских клубов. Проводился по системе с выбыванием начиная с 1/8 финала. Первая стадия турнира стартовала 13 ноября 2011 года. Финальный матч прошёл 8 декабря 2012 года. Трофей оспаривали команды высшей лиги и победители зональных соревнований первой лиги. Обладателем кубка стал балканабадский «Балкан».

## Финал
| 8 декабря 2012              | \| МТТУ \| 1:2 \| Балкан \| \| Берды Шамурадов 45′ \| Голы \| Евгений Ткаченко 49′ · Мамедали Караданов 72′ \| | Стадион: Стадион "Ашхабад", Ашхабад Судья: Ч.Курбанов |
| «Туркменистан: золотой век» | |                                                       |
| МТТУ                        | 1:2 | Балкан                                                |
| Берды Шамурадов 45′         | Голы | Евгений Ткаченко 49′ · Мамедали Караданов 72′         |

| Обладатель Кубка Туркменистана 2012 |
| ----------------------------------- |
| Балкан Четвёртый кубок              |